# Ustrój polityczny Szwecji
Szwecja jest monarchią konstytucyjną. Konstytucja nie jest jednolitym aktem prawnym, ponieważ w jej skład wchodzą oddzielne dokumenty (grundlagar):
- Akt o wolności prasy (Tryckfrihetsförordningen) z 1766 r.
- Akt o sukcesji tronu (Successionsordningen) z 1810 r.
- Akt o formie rządów z 1974 r.
- Podstawowe prawo swobody wypowiedzi (Yttrandefrihetsgrundlagen) z 1991 r.

Oprócz tych praw fundamentalnych istnieje jeszcze Akt o Riksdagu, który ma niższą rangę niż wcześniej wymienione, właściwie zajmuje pozycję pośrednią między prawami fundamentalnymi a zwykłymi ustawami. Tym niemniej można ją znaleźć obok trzech wcześniej wspomnianych aktów w kolejnych wydaniach Konstytucji Szwecji.
Obecnie obowiązująca konstytucja weszła w życie 1 stycznia 1975. Uchwalono ją po długich dyskusjach zapoczątkowanych w 1954. Dyskusję tę zainicjował spory rozdźwięk między treścią ówczesnej Konstytucji, dającej w systemie ustrojowym przewagę królowi, a rzeczywistością, w której dominował parlament kontrolowany przez Szwedzką Socjaldemokratyczną Partię Robotniczą (SAP). W tym miejscu warto wspomnieć o tym, że Szwecja jest państwem, w którym reformy systemu politycznego następują bardzo powoli i zazwyczaj polegają na akceptacji istniejących już w rzeczywistości rozwiązań.

## Władcy Szwecji
Król jest głową państwa, ale ma niewielkie uprawnienia. Przez wieki systematycznie tracił je na rzecz innych organów państwowych: parlamentu, rządu i innych urzędów centralnych. Formalnie jednak nadal jest podmiotem władzy wykonawczej. Najnowsza odsłona konstytucji tak ogranicza jego prerogatywy, że są one nawet mniejsze od uprawnień króla brytyjskiego.

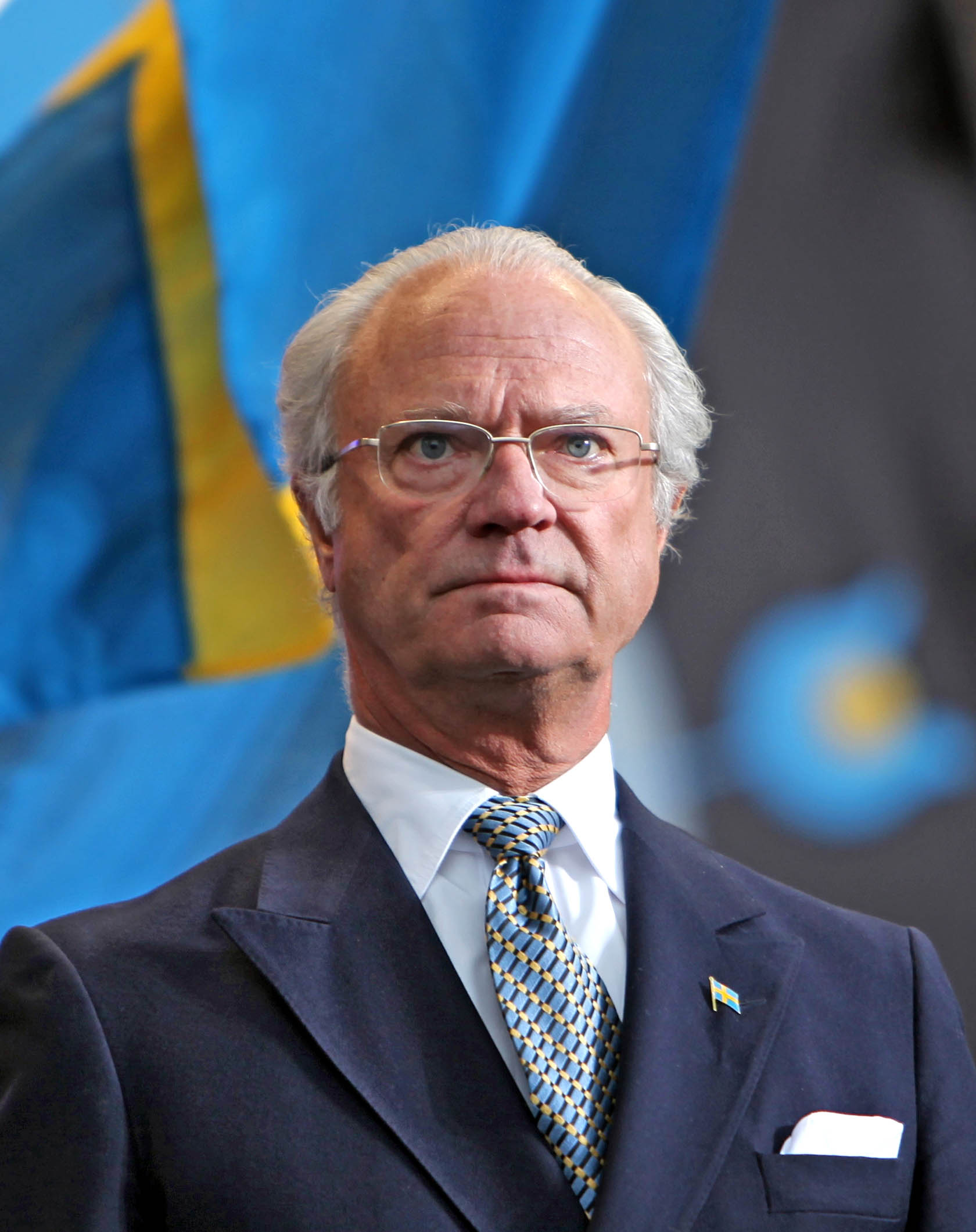
Karol XVI Gustaw

Do kompetencji szwedzkiego króla należy: 
- reprezentowanie Szwecji wobec innych głów państw i dyplomatów,
- zwierzchnictwo w państwowym Kościele ewangelicko–luterańskim,
- uroczyste otwieranie sesji Riksdagu,
- wręczanie Nagrody Nobla,
- udzielanie rady, zachęcanie i ostrzeganie parlamentu i rządu.

Monarcha ma również prawo do informowania go przez premiera o stanie państwa i najważniejszych pracach rządu. Król utracił funkcję zwierzchnika sił zbrojnych. Nie ma prawa również do wyznaczania premiera (robi to przewodniczący Riksdagu) i zatwierdzania nominacji ministrów. Jednakże interesujące jest sformułowanie, które znajduje się w Akcie o formie rządu, mówiące, że król nie ponosi odpowiedzialności za swoje czyny.
Obecnie na tronie szwedzkim zasiada Karol XVI Gustaw. Wywodzi się on z dynastii Bernadotte, której założycielem był marszałek Francji Jean-Baptiste Jules Bernadotte – późniejszy Karol XIV Jan.

## Władza wykonawcza

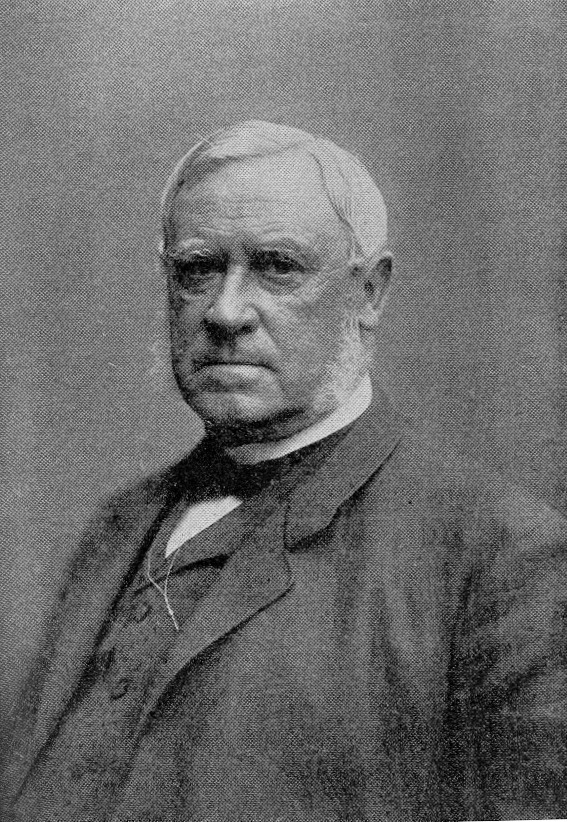
Pierwszy premier Szwecji Louis Gerhard De Geer

Rząd sprawuje władzę wykonawczą i składa się z premiera i powołanych przez niego ministrów. W Szwecji istnieją dwie kategorie ministrów. Pierwsza to ministrowie kierujący określonymi ministerstwami, a druga to ministrowie bez teki (tzw. radcy konsultanci). Ministerstwa nie są zbyt rozbudowane. Posiadają tylko funkcję kierowniczą i przygotowawczą ustaw, ponieważ istnieją obok nich rozbudowane urzędy centralne. Ich urzędnicy są apolityczni i dobrze wykształceni. Zadaniem tych urzędów jest bieżące zarządzanie. Taki stan rzeczy nazywamy dualizmem administracji rządowej. Wyjątkiem od tej zasady jest Ministerstwo Spraw Zagranicznych, które jako jedyne łączy funkcje kierowania i zarządzania.

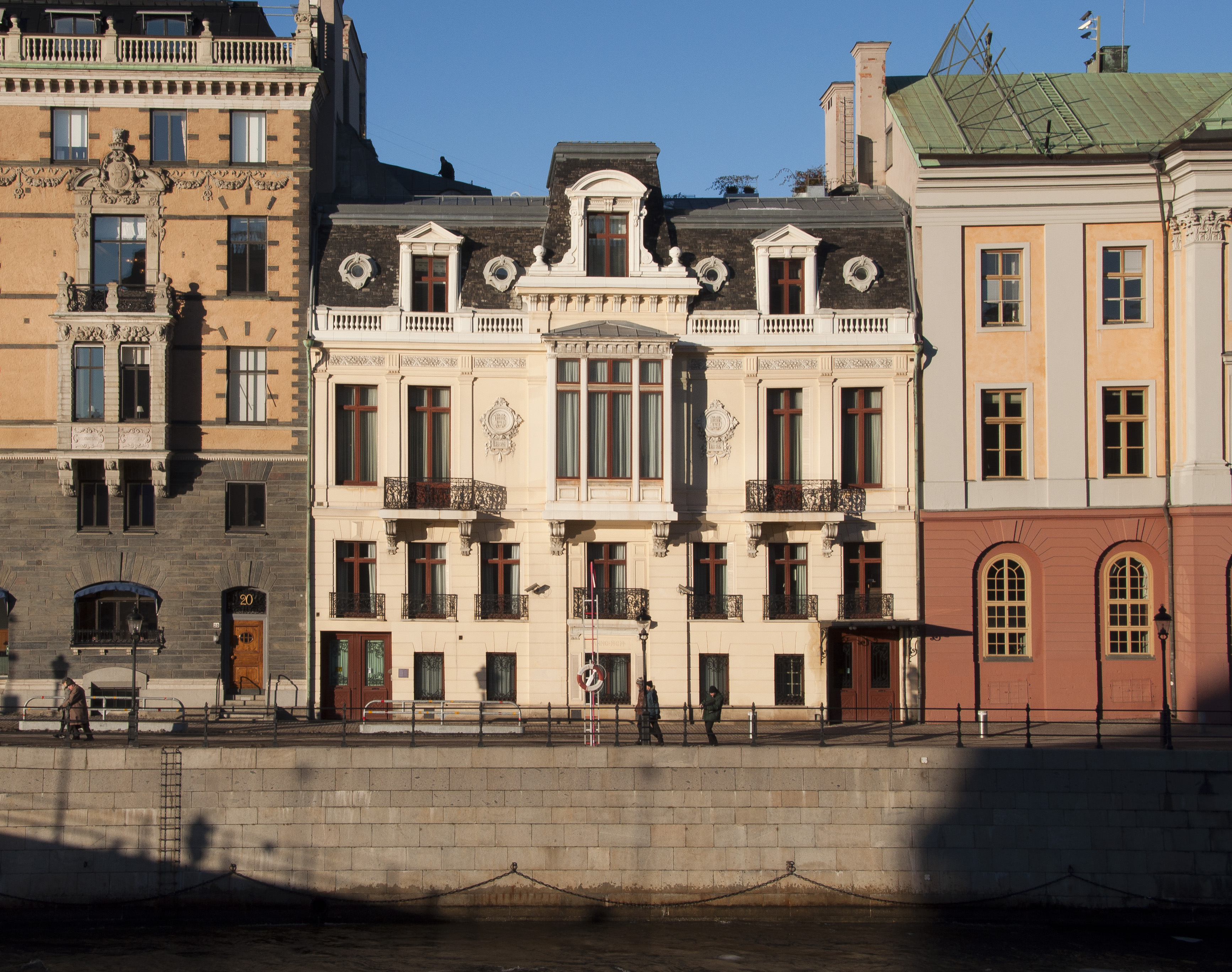
Sagerska huset jest oficjalną rezydencją premiera od 1995 roku

Premierem rządu zostaje zawsze przewodniczący partii rządzącej, choć nie zawsze większościowej, gdyż w Szwecji istnieje zasada szwedzkiego parlamentaryzmu mniejszościowego. Jej fenomen polega na tym, że możliwe są rządy partii, która w Riksdagu jest mniejszością. Wynika ona z pragmatyzmu Szwedów skłonnych do kompromisu, a w ostatnich latach również z niechęci wszystkich partii obecnych w parlamencie do partii Szwedzkich Demokratów. Z tej zasady często korzystała partia Socjaldemokratów.
Premiera powołuje talman, który przedstawia swoją propozycję Riksdagowi. Jeżeli zostanie ona czterokrotnie odrzucona przez parlament, procedurę powołania premiera przeprowadza się dopiero po nowych, zarządzanych wyborach. Jeśli premier otrzyma wotum nieufności, do dymisji musi podać się cały rząd. Powoduje to m.in. niezwykle silną pozycję premiera w Radzie Ministrów. W Szwecji zdarzają się często długoletnie rządy jednego premiera. Dobrym przykładem jest Tage Erlander, który rządził w latach 1946–1969.
Rząd oprócz odpowiedzialności przed Riksdagiem ponosi również odpowiedzialność konstytucyjną. W Szwecji istnieje Komisja Konstytucyjna Riksdagu, która sprawdza, czy rząd jest praworządny i czy kieruje się w swojej polityce interesem Królestwa.
Rząd powołuje własnych ombudsmanów, ale mają oni inne uprawnienia i zadania od ombudsmanów parlamentarnych. Powołani przez rząd zajmują się kontrolą przestrzegania prawa w określonych sferach życia publicznego. Rząd powołuje również Kanclerza Sprawiedliwości, którym zostaje wybitny prawnik. Jego główny cel to ochrona interesów państwa. Zajmuje się również kwestiami wolności prasy. Oprócz tego jest reprezentantem rządu w sporach cywilnoprawnych.
Obecnie premierem jest Ulf Kristersson. Od 2022 roku stoi na czele koalicyjnego rządu Umiarkowanej Partii Koalicyjnej, Chrześcijańskich Demokratów i Liberałów.

## Partie polityczne Szwecji
W latach powojennych w życiu politycznym Szwecji dominowała jedna partia: Szwedzka Socjaldemokratyczna Partia Robotnicza (SAP), która nieprzerwanie sprawowała władzę od 1932 do 1976 roku, kiedy przegrała wybory. Drugą porażkę poniosła w 1991 roku, ale następne wybory w latach 1994, 1998 i 2002 przyniosły jej powrót do władzy. Jak więc widać, partia ta zdecydowanie dominuje w życiu politycznym Szwecji. SAP powstała w 1889 roku. Większość jej członków to działacze związków zawodowych. SAP jest zwolenniczką państwa opiekuńczego, popiera silny wpływ państwa na gospodarkę i równość społeczną. SAP przywiązuje również wagę do równouprawnienia kobiet. W rezultacie w Szwecji udział kobiet w wybieralnych organach politycznych dochodzi często do 50%.

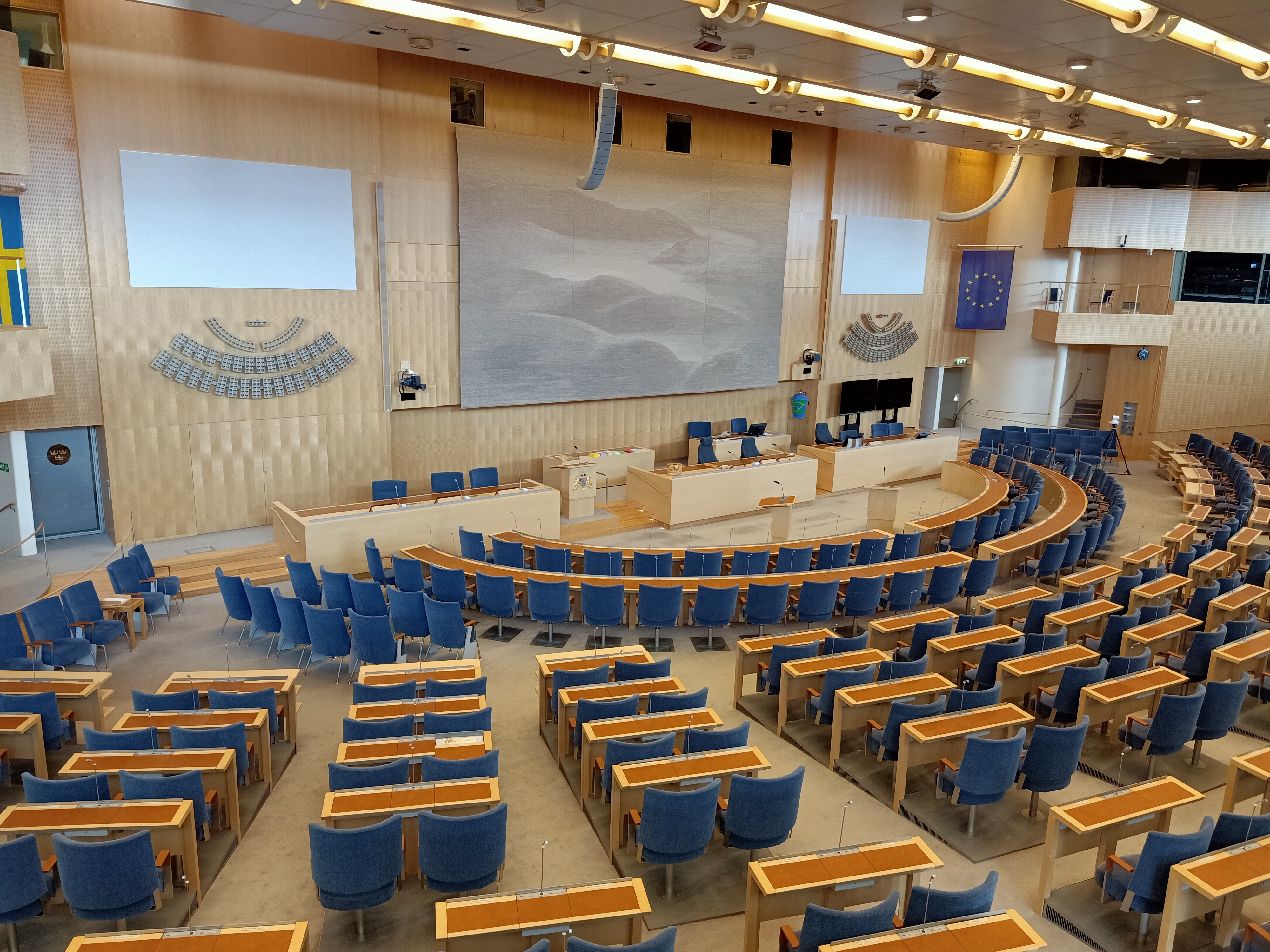
Parlament szwedzki

Skrajnie lewicową partią jest Partia Lewicy (V) utworzona w 1990 r. jako sukcesorka komunistów. Mimo swego radykalizmu akceptuje parlamentarną drogę do socjalizmu.
Inną znaczącą partią jest Umiarkowana Partia Koalicyjna (M). Ugrupowanie to odwołuje się do wartości konserwatywnych i liberalnych. Członkowie tej partii są zwolennikami monarchii, zmniejszenia zakresu świadczeń socjalnych i obniżenia podatków. Reprezentuje interesy klasy średniej i wyższej.
Szwedzcy Demokraci (SD) –  partia patriotyczna wchodząca w skład parlamentu – Riksdagu. Założona została 6 lutego 1988 roku przez Leifa Zeilona. Partia nawiązuje do narodowego konserwatyzmu oraz socjaldemokratycznych idei państwa opiekuńczego.
Kolejna ważna partia to Ludowa Partia Liberałów (L), która jest zwolenniczką socjalliberalizmu. Podobnie jak konserwatyści są przeciwnikami interwencjonizmu państwowego i rozrastania się systemu świadczeń socjalnych. W 2002 r. liberałowie w wyborach odnieśli spory sukces, uzyskując poparcie 13,3% głosujących.
Partia Centrum jest ugrupowaniem centrolewicowym, reprezentującym interesy farmerów i drobnej przedsiębiorczości.
Chrześcijańska Demokracja (KD) określa siebie mianem centrum, alternatywą dla lewicy i prawicy.
W ostatnich wyborach do parlamentu weszli również Zieloni, dla których priorytetem jest ochrona środowiska.